# Sở hữu và kiểm soát súng đạn theo quốc gia
Sở hữu và kiểm soát súng đạn là việc kiểm soát sản xuất, buôn bán, trao đổi,sở hữu, cải tạo và sử dụng súng đạn của công dân. Nhiều quốc gia có chính sách kiểm soát nghiêm ngặt trong khi một số lại cho phép.

## So sánh giữa các quốc gia

Quyền sở hữu súng đạn theo quốc gia:
Không cần giấy phép
Được phép – cứ đủ điều kiện theo luật định là xin được giâý phép và được sở hữu
Cấp phép thông qua xét duyệt – Cơ quan có thẩm quyền sẽ xét duyệt xem có xin được giấy phép và sở hữu hay không
Cấp phép rất hạn chế – Dù có khả năng xin được giấy phép và sở hữu nhưng thực tế là hiếm hoặc gần như không thể
Không được phép